# Scharndorf
Scharndorf là một thị trấn ở huyện Bruck an der Leitha trong bang Niederösterreich ở nước Áo. Đô thị này có diện tích 25.82 km², dân số năm 2001 là 1046 người.